# Leptaxinus incrassatus
Leptaxinus incrassatus är en musselart som först beskrevs av John Gwyn Jeffreys 1876.  Leptaxinus incrassatus ingår i släktet Leptaxinus och familjen Thyasiridae. Inga underarter finns listade i Catalogue of Life.